# Grațieri și amnistii legate de Revoluția Română din 1989
În această pagină sunt documentate amnistia parțială din ianuarie 1990, anumite demersuri pentru acordarea unei amnistii generale privind faptele comise în timpul Revoluției Române din decembrie 1989 precum și actele de grațiere acordate de președinți ai României unor persoane condamnate sub diverse capete de acuzare legate de evenimentele respective.

## Amnistii
- Decretul-Lege nr. 3 din 4 ianuarie 1990, emis de Consiliul Frontului Salvării Naționale, sub semnătura lui Ion Iliescu, amnistiază faptele considerate mai puțin grave (până la 3 ani închisoare), ceea ce a inclus faptele celor care au bătut revoluționarii arestați[1][2].

Beneficiari ai amnistiei:
1. Milițienii sau militarii care au bătut revoluționarii arestați în acele zile.
2. Florin Dragomir, locotenent de securitate din Timișoara, învinuit de cercetarea abuzivă a trei revoluționari, pe care i-a bătut cu un par de lemn și cu bastonul de cauciuc și i-a călcat pe degetele de la mîini pînă la sîngerare, a fost condamnat inițial la 4 ani și 6 luni închisoare pentru cercetare abuzivă (Sentința 44 din 2 aprilie 1990 a Tribunalului Militar Timișoara). La recurs încadrarea juridică s-a schimbat în purtare abuzivă, care se încadra în amnistie (Decizia 139 din 12 iulie 1990 a Tribunalului Militar Teritorial București). Instanța a reținut că "pentru a exista infracțiunea de cercetare abuzivă o condiție este ca urmărirea penală să fie începută (...) conform art. 128 alin. 1 și 3 c. pr. pen. începerea urmăririi penale are loc numai prin rezoluția sau procesul verbal emise de organul competent"[3]
3. Revoluționarii care au săvîrșit încălcări ale legalității socialiste în timpul revoluției.
4. Persoane care au fost încadrate la "favorizarea infractorului" pentru infracțiuni săvîrșite cu scopul reprimării revoluției, cum ar fi de pildă furtul și incinerarea cadavrelor a 40 de revoluționari timișoreni.

## Grațieri

### Grațieri acordate de Ion Iliescu
1. Membrii Comitetului Politic Executiv al Comitetului Central al PCR, condamnați pentru că în ședințele C.P.Ex. au aprobat reprimarea revoluției[4].
2. Traian Cozma, căpitan de miliție, vinovat de a fi făcut acte false pentru mai mulți generali și colonei implicați în reprimarea revoluției la Timișoara, beneficiar al grațierii prin Decretul-Lege nr. 23/1990[3].
3. Nicolae Ghircoiaș, colonel de miliție care a furat și distrus evidențele Spitalului județean Timiș cu privire la morții și răniții din perioada revoluției[5], participant în Operațiunea Trandafirul, condamnat la 4 ani închisoare dar cu constatarea că pedeapsa este în întregime grațiată prin Decretul-Lege nr. 23/1990[6] (Ghircoiaș este și beneficiar al amnistiei din Decretul 3/1990, pentru o altă infracțiune săvîrșită în perioada revoluției - favorizarea infractorului)
4. Prin Decretul nr. 194 din 13 martie 2002 a fost grațiat Hejja Dezideriu, care în timpul revoluției din 1989 participase la uciderea ofițerului de miliție, colonel post mortem Agache Aurel din Tîrgu Secuiesc[7][8]
5. General M.Ap.N. Constantin Rotariu, locotenent-colonel M.Ap.N. Ion Păun și căpitan M.Ap.N. Constantin Gheorghe, condamnați pentru crimele săvîrșite în zona Calea Lipovei din Timișoara (6 morți și 30 răniți), grațiați prin Decretul nr. 727 din 2002 [9][3].
6. Iosif Veverca, maior de miliție condamnat pentru uciderea în timpul revoluției la Timișoara a tînărului Ianoș Paris, participant în Operațiunea Trandafirul, grațiat în decembrie 2003[10][11].
7. Ion Corpodeanu, locotenent colonel de miliție, condamnat pentru omor deosebit de grav săvîrșit în timpul revoluției la Timișoara, participant în Operațiunea Trandafirul, grațiat în același decret în care a fost grațiat și Miron Cozma[12][13].
8. Grigorie Ghiță, general de miliție, condamnat la 6 ani de închisoare în Dosarul Otopeni, a fost grațiat în anul 2003.

### Grațieri acordate de Emil Constantinescu
1. Ion Coman, condamnat pentru conducerea represiunii de la Timișoara (73 morți), grațiat prin Decretul nr. 588/2000 [14][15]

## Cereri pentru o amnistie generală referitoare la faptele săvârșite în decembrie 1989
1. Ion Cristoiu, ziarist: "Cea mai bună soluție ar fi așadar curmarea lor [proceselor legate de revoluție] și eliberarea tuturor celor implicați în evenimentele de la Timișoara și București"[16].
2. Apel semnat în 1991 de 23 de parlamentari în revista "Totuși Iubirea" editată de Adrian Păunescu: Cezar Buda, Adrian Ovidiu Moțiu, Romulus Vulpescu, Neculai-Simeon Tatu, Gelu Voican Voiculescu, Ștefan Cazimir, Nicolae Simescu, Teodor Holban, Gheorghe Scrieciu, Constantin Ivanovici, Victor Surdu, Vasile Șuta, Alin-Mihai-Dumitru Druga, Paul Ciobanu, Mircea Radu Ispas, Petru Dumitru Pop, Dănuț Ioan Fleacă, Vasile Rădulescu, Viorel Lixăndroiu, Dumitru Șerban, Ioan Gavra, Silviu Simion Șomîcu, Ion Ștefan[17]
3. Sergiu Nicolaescu, inițiator al Comisiei Senatoriale de cercetare a evenimentelor din decembrie 1989, în data de 16 decembrie 1994, cu prilejul audierii de această comisie a președintelui Ion Iliescu, audiere transmisă la Televiziunea Română[18][19].
4. Constantin Dudu Ionescu, secretar de stat la M.Ap.N., devenit ulterior și ministru al apărării[20]
5. Ion Iliescu, președinte al României, în anul 2001
6. Adrian Năstase, prim-ministru, cere o dezbatere publică pe tema proiectului de amnistie susținut de Ion Iliescu[21]